# Náměstí Olgy „Kory“ Sipowiczové
Náměstí Olgy „Kory“ Sipowiczové (polsky Plac im. Olgi „Kory” Sipowicz) je náměstí a městský park v polském Opolí ve čtvrti Stare Miasto. Nachází se na levém břehu Odry u nádraží Opole Główne v Horním Slezsku v mezoregionu Pradolina Wrocławska.

## Historie a popis
Moderní náměstí je nazvané podle polské rockové zpěvačky, skladatelky a hudební producentky Kory, vlastním jménem Olga Aleksandra Ostrowska (Sipowicz) (1951–2018). V letech 1911-1945 stál na náměstí pomník Otty von Bismarcka. V roce 2023 bylo moderně přestavěno podle vítězného návrhu polského ateliéru SN Architekci v rámci projektu revitalizace okolí nádraží. Na základě ankety jej pak v lednu 2024 městská rada nazvala po Koře; ta v Opolí často vystupovala na Národním festivalu polské písně.
Povrch náměstí kombinuje dláždění s vyvýšenými záhony. Je zde i parní lokomotiva, železniční semafor, hřiště pro děti a lavičky. Asi 40 % plochy náměstí tvoří trávníky a stromy, především platany javorolisté a dřezovce trojtrnné. Pravidelně se vysazují květiny, především trvalky, cibuloviny a japonské rostliny. V prosinci 2023 byla na náměstí umístěna pamětní deska připomínající Koru.

## Další informace
Leží na turistické trase Szlak miejski ulicami Opola a městské cyklotrase.

## Galerie

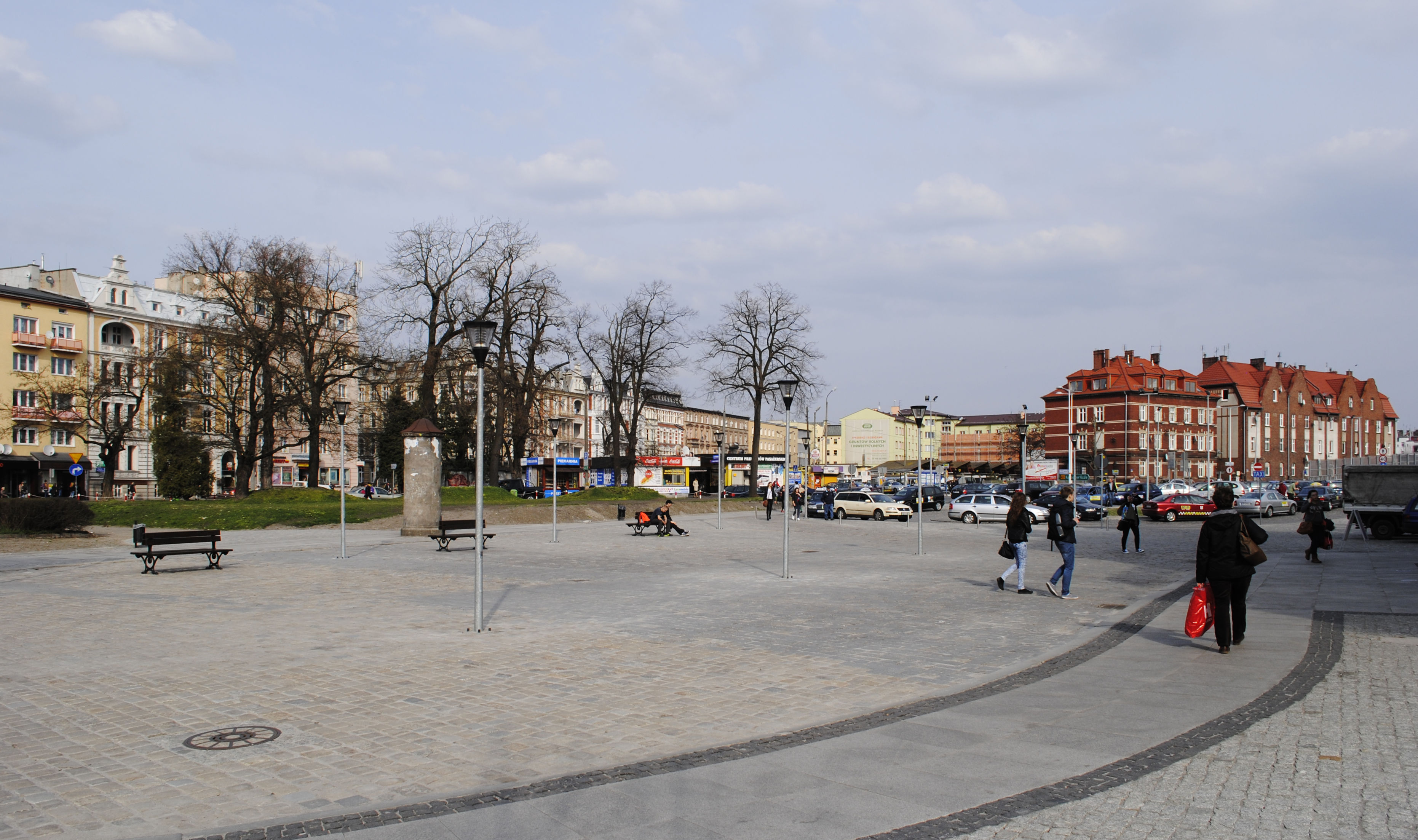
Fotografie náměstí před rekonstrukcí (pohled od nádražní budovy)